# Barrenjoey Road
Die Barrenjoey Road ist eine Hauptverbindungsstraße im Osten des australischen Bundesstaates New South Wales. Sie verbindet die Mona Vale Road und die Pittwater Road in Mona Vale mit Palm Beach an der Mündung des Hawkesbury River.

## Verlauf
In Mona Vale, wo Mona Vale Road (Met-3) und Pittwater Road (Met-10) aufeinandertreffen, führt die Barrenjoey Road weiter nach Norden zur Spitze der Palm-Beach-Halbinsel. Dabei führt sie durch die Orte Newport, Bilgola und Avalon. In Plm Beach an der Spitze der Halbinsel endet sie. An der ca. 15 km langen Straße liegen etwa 1.150 Privatgrundstücke.

## Ausbauzustand und Geschwindigkeitsbeschränkung
Im Mona Vale beginnt die Straße sechsspurig. Von Newport aus führt nur mehr eine zweispurige Straße nach Norden, die sich nördlich von Avalon wieder auf vier Spuren erweitert. Kurz vor Palm Beach wird sie erneut zweispurig.
Die zulässige Höchstgeschwindigkeit auf der gesamten Streckenlänge beträgt 60 km/h.